# يوجينة بابية
يوجينة بابية (الاسم العلمي: Eugenia valvata) هي نوع من النباتات تتبع جنس اليوجينة من فصيلة الآسية.